# Tommy Portimo
Tommy Portimo   (Kemi, 5 de setembre de 1981) és el bateria i un dels membres fundadors de la banda finlandesa de power metall Sonata Arctica. Toca la bateria Pearl (Reference Series), platerets Paiste Rude i Alpha sèries i fa servir baquetes Balbex. Entre els seus més grans influències musicals es troben Guns n 'Roses, Motörhead, Running Wild, Dream Theater, Children of Bodom, Annihilator i Celtic Frost. És definit com un bateria molt sòlid en viu, de baix perfil distingint pel temps gairebé perfecte en l'ús del doble bombo en temes extensos.

## Discografia

### Sonata Arctica
- Eclíptica (1999)
- Silence (2001)
- Winterheart's Guild (2003)
- Reckoning Night (2004)
- Unia (2007)
- The Days of Grays (2009)
- Stones Grow Her Name (2012)
- Pariah's Child (2014)